# Inmunoprecipitación
La inmunoprecipitación (IP) es una técnica mediante la cual un antígeno proteico es precipitado de una solución haciendo uso de un anticuerpo que se une específicamente a una proteína. Este procedimiento puede ser utilizado para aislar y concentrar una proteína particular de una muestra que contenga miles de proteínas distintas.  La inmunoprecipitación requiere que el anticuerpo esté acoplado a un sustrato sólido en algún momento del procedimiento.

## Tipos

### Inmunoprecipitación de proteínas individuales (IP)
Implica usar un anticuerpo que es específico para una proteína conocida con el fin de aislar esa proteína en particular de una solución que contiene muchas diferentes. Estas soluciones a menudo tendrán la forma de un lisado crudo de un tejido vegetal o animal. Otros tipos de muestras pueden ser fluidos corporales u otras muestras de origen biológico.

### Inmunoprecipitación de complejos proteicos (Co-IP)
La inmunoprecipitación de complejo proteicos intactos (por ejemplo, antígenos junto con cualquier proteína o ligando que se una a él) es conocida con el nombre de co-inmunoprecipitación (Co-IP). La Co-IP funciona seleccionando un anticuerpo que se dirige a una proteína conocida que se cree que es miembro de un complejo más grande de proteínas. Al apuntar a este miembro "conocido" con un anticuerpo, puede ser posible sacar todo el complejo proteico de la solución y, por lo tanto, identificar a los miembros "desconocidos" del complejo.
Esto funciona cuando las proteínas involucradas en el complejo se unen firmemente entre sí. Esto hace posible aislar múltiples miembros del complejo de la solución inicial. Se trata de una técnica utilizada habitualmente por biólogos moleculares para analizar las interacciones proteína-proteína.
- Un anticuerpo en particular a menudo selecciona para una subpoblación de su proteína objetivo que tiene expuesto el epítopo, por lo que no identifica ninguna proteína en los complejos que lo ocultan. Esto se puede ver en que es muy poco frecuente la posibilidad de precipitar ni tan solo la mitad de una proteína dada de una muestra con un solo anticuerpo, incluso cuando se usa un gran exceso de anticuerpos.
- A medida que se producen rondas sucesivas de selección e inmunoprecipitación, el número de proteínas identificadas puede seguir creciendo. Las proteínas identificadas pueden no existir nunca en un solo complejo en un momento dado, sino que pueden representar una red de proteínas que interactúan entre sí en diferentes momentos para diferentes propósitos.
- Repetir el experimento seleccionando diferentes miembros del complejo proteico permite al investigador verificar el resultado. Cada ronda de precipitaciones debe dar lugar a la recuperación tanto de la proteína original conocida como de otros miembros previamente identificados del complejo (e incluso de nuevos miembros adicionales). Si una proteína en particular solo puede ser recuperada seleccionando uno de los miembros conocidos pero no otros, entonces la condición de miembro de esta proteína puede considerarse cuestionable.

### Inmunoprecipitación de cromatina (ChIP)

Esquema del proceso de secuenciación por inmunoprecipitación de cromatina (ChIP).

La inmunoprecipitación de cromatina (ChIP) es un método utilizado para determinar la ubicación de los sitios de unión del ADN en el genoma para una proteína particular de interés. Esta técnica da una visión de las interacciones proteína-ADN que ocurren dentro del núcleo de célula o de los tejidos vivos. La naturaleza in vivo de este método contrasta con otros enfoques tradicionalmente empleados para responder a las mismas preguntas.
El principio que sustenta este ensayo es que las proteínas de unión al ADN (incluidos factores de transcripción e histonas) en las células vivas pueden tener enlaces cruzados al ADN al que se unen. Al usar un anticuerpo que es específico de una supuesta proteína de unión al ADN, uno puede inmunoprecipitar el complejo proteína-ADN a partir de lisados celulares. La reticulación a menudo se logra aplicando formaldehído a las células (o tejidos), aunque a veces es ventajoso usar un reticulador más definido y consistente como el dimetil 3,3′-ditiobispropionimidato-2 HCl (DTBP).
Después de la reticulación, las células son lisadas y el ADN se divide en trozos de 0,2-1,0 kb de longitud por sonicación. En este punto, la inmunoprecipitación se realiza resultando en la purificación de complejos proteína-ADN. Los complejos proteína-ADN purificados se calientan para revertir la reticulación de formaldehído de los complejos de proteínas y ADN, permitiendo que el ADN se separe de las proteínas. La identidad y cantidad de los fragmentos de ADN aislados se pueden determinar mediante reacción en cadena de la polimerasa (PCR). La limitación de realizar PCR en los fragmentos aislados es que uno debe tener una idea de qué región genómica se está apuntando para generar los cebadores de PCR correctos. A veces esta limitación se elude simplemente clonando el ADN genómico aislado en un vector plásmido y después utilizando cebadores que son específicos de la región de clonación de ese vector. Alternativamente, cuando se desea encontrar dónde se une la proteína a escala de todo el genoma, la Secuenciación de Inmunoprecipitación de Cromatina (CHIP-seq) se utiliza y ha surgido recientemente como una tecnología estándar que puede localizar los sitios de unión a proteínas de una manera rentable y de alto rendimiento, lo que permite también la caracterización del cistroma. Anteriormente, también se usaban chips de ADN (ChIP-on-chip).

### Inmunoprecipitación de ARN (RIP)
Esta técnica es muy similar a la inmunoprecipitación de cromatina detallada anteriormente, pero en lugar de dirigirse a las proteínas de unión al ADN, la inmunoprecipitación de ARN selecciona ribonucleoproteínas (RNP). Las células vivas se lisan primero y posteriormente la proteína de interés y el ARN asociado se inmunoprecipitan utilizando un anticuerpo dirigido a dicha proteína. Los complejos purificados ARN-proteína se pueden separar realizando una extracción de ARN y la identidad del ARN se puede determinar mediante secuenciación de ADN or reacción en cadena de la polimerasa con transcriptasa inversa (RT-PCR). Algunas variantes del PIR, como PAR-CLIP incluyen pasos de reticulación, lo cual requiere de condiciones de lisis menos cuidadosas.

### Proteínas etiquetadas

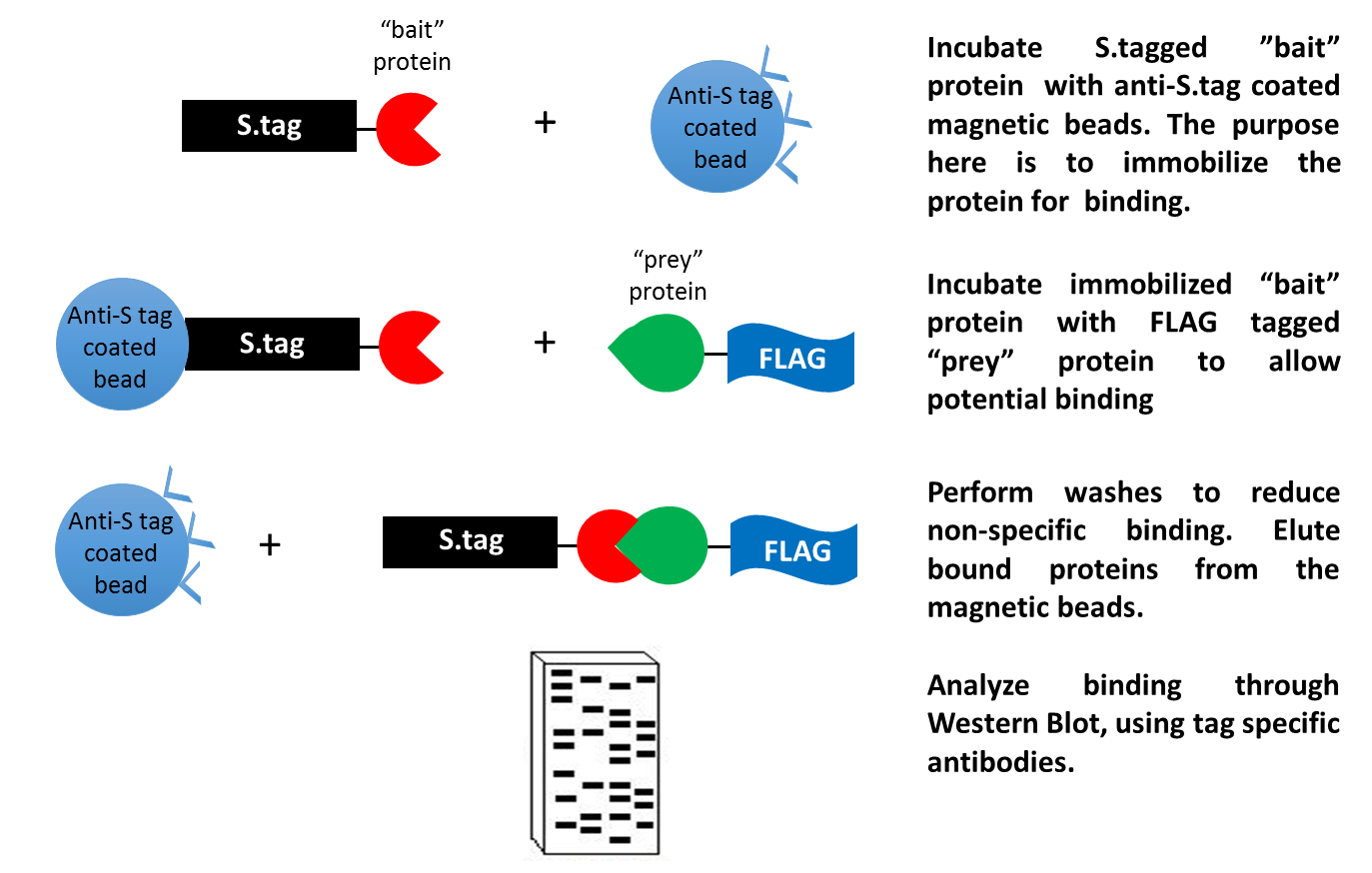
Experimento de inmunoprecipitación usando proteínas etiquetadas.

Uno de los principales obstáculos técnicos de la inmunoprecipitación es la gran dificultad para generar un anticuerpo que se dirija específicamente a una sola proteína conocida. Para sortear este obstáculo, se están desarrollando etiquetas en el extremo terminal C o N de la proteína de interés. Una misma etiqueta puede ser usada varias veces en muchas proteínas diferentes y el investigador puede usar el mismo anticuerpo en cada una. Las ventajas de usar proteínas etiquetadas son tan numerosas que esta técnica se ha convertido en una de las más comunes para llevar a cabo todos los métodos de inmunoprecipitación descritos anteriormente. Algunos ejemplos de estos marcadores son las etiquetas de proteína verde fluorescente (GFP), Glutatión S-transferasas (GST) y la FLAG-tag. Si bien el uso de una etiqueta para facilitar la inmunoprecipitación es muy conveniente, plantea algunas preocupaciones con respecto a la relevancia biológica debido a que la etiqueta en sí podría oscurecer las interacciones nativas o introducir interacciones nuevas y antinaturales.

## Métodos
Los dos métodos generales de inmunoprecipitación son el método de captura directa y el método de captura indirecta. En la mayoría de las situaciones, el método directo es la opción predeterminada y la preferida. Sin embargo, existen ocasiones en las que es más adecuado el método indirecto, por ejemplo cuando la concentración de la proteína objetivo es baja o cuando la afinidad específica del anticuerpo por esta proteína es débil. También se utiliza la captura indirecta cuando la cinética de unión del anticuerpo a la proteína es lenta.

### Captura directa
Los anticuerpos que son específicos para una proteína (o grupo de proteínas) en particular se inmovilizan en un sustrato de fase sólida como microperlas superparamagnéticas o en perlas microscópicas de agarosa (no magnéticas). Las perlas con anticuerpos unidos posteriormente se agregan a la mezcla de proteínas, y aquellas que son objetivo de los anticuerpos se capturan en las perlas a través de los anticuerpos; o en otras palabras, se inmunoprecipitan.

### Captura indirecta
Los anticuerpos que son específicos para una proteína en particular, o un grupo de proteínas, se añaden directamente a la mezcla de proteínas. En esta técnica, los anticuerpos aún no se han unido a un soporte en fase sólida. Así, los anticuerpos son libres de flotar alrededor de la mezcla de proteínas y unirse a sus objetivos. A medida que pasa el tiempo, se añaden perlas recubiertas de Proteína A/G a la mezcla de anticuerpos y proteínas. En este punto, los anticuerpos, que ahora están unidos a sus objetivos, se pegarán a las perlas.
A partir de este momento, los métodos de captura directos e indirectos convergen porque las muestras tienen los mismos ingredientes. Ambos métodos dan el mismo resultado final con las proteínas o los complejos proteicos unidos a los anticuerpos que a su vez se inmovilizan en las perlas.